# Protozoer
Protozoer (Protozoa) er encellede organismer med cellekerne. Protozoer har visse egenskaber som f.eks. selvbevægelse, som de fleste arter er i stand til. De er heterotrofe og bliver almindeligvis i dag klassificeret som hørende under riget protister. Nogle mindre grupper af protozoer kan sikkert opfattes som separate riger.
Den traditionelle opdeling af protozoer er sket på basis af deres bevægelsesmønster. Opdelingen menes ikke at give en sand klassificering, men den anvendes indtil man finder en bedre:
- Protozo (protozoa); disse deles op på basis af morfologi og bevægelse:
  - Flagellater (f.eks. Euglena, Giardia lamblia, Trypanosoma) – bevægelse ved hjælp af enkelte bevægelige tråde (flageller).
  - Amøber (f.eks. Amoeba) – bevægelse ved transport af væsker indenfor cellen og dermed udvidelse af cellevæggen i bevægelsesretningen.
  - Coccidier (Apicomplexa) er alle parasitter (f.eks. malariaparasitten Plasmodium, Babesia, Toxoplasma , Cryptosporidium)
  - Ciliater (f.eks. Paramecium) – bevægelse ved koordinerede bevægelser af mange små fimrehår.

De fleste protozoer er mikroskopiske , da de fleste har en størrelse på ca. 0,01-0,05 mm, selvom nogle naturligt kan blive så store som 0,5 mm.  
Protozoer er allestedsnærværende i vandmiljøer og i jorden og de spiller en vigtig rolle i økologien. Nogle protozoer er parasitter og kan give alvorlige sygdomme f.eks. ved indtagelse af forurenet drikkevand.

## Klassifikation
Rige: Protozoa
- Underrige: Sarcomastigota
  - Række: Amoebozoa (Eks. Svampedyr, Amøber, Entamoeba histolytica)
  - Række: Choanozoa
- Underrige: Biciliata
  - Infrarige: Rhizaria
    - Række: Cercozoa
    - Række: Foraminifera
    - Række: Radiozoa

  - ?Række: Apusozoa
  - Infrarige: Excavata
    - Række: Loukozoa
    - Række: Percolozoa
    - Række: Euglenozoa
    - Række: Metamonada (Eks. Trichomonas vaginalis)

  - Infrarige: Alveolata
    - Række: Myzozoa (Eks. Plasmodium falciparum)
    - Række: Ciliophora

  - ?Række: Heliozoa